# Bulgarije op de Olympische Zomerspelen 2024
Bulgarije nam deel aan de Olympische Zomerspelen 2024 in Parijs, Frankrijk.

## Medailleoverzicht
| Medaille | Naam              | Sport                | Onderdeel                        | Datum           |
| -------- | ----------------- | -------------------- | -------------------------------- | --------------- |
| Goud     | Semen Novikov     | Worstelen            | Grieks-Romeins Midden -87 kg (m) | 8 augustus 2024 |
| Goud     | Karlos Nasar      | Gewichtheffen        | Middenzwaar -89 kg (m)           | 9 augustus 2024 |
| Goud     | Magomed Ramazanov | Worstelen            | vrije stijl Midden -86 kg (m)    | 9 augustus 2024 |
|          |                   |                      |                                  |                 |
| Zilver   | Boryana Kaleyn    | Ritmische gymnastiek | Individueel (v)                  | 9 augustus 2024 |
|          |                   |                      |                                  |                 |
| Brons    | Kimia Alizadeh    | Taekwondo            | Lichtgewicht -57 kg (v)          | 8 augustus 2024 |
| Brons    | Bozhidar Andreev  | Gewichtheffen        | Licht -73 kg (m)                 | 8 augustus 2024 |
| Brons    | Javier Ibáñez     | Boksen               | Vedergewicht -57 kg (m)          | 8 augustus 2024 |

## Aantal Deelnemers
Hieronder volgt een overzicht van de atleten die zich kwalificeerden voor de Olympische Zomerspelen van 2024.
| Sport            | Mannen | Vrouwen | Totaal |
| ---------------- | ------ | ------- | ------ |
| Atletiek         | 2      | 3       | 5      |
| Badminton        | 0      | 3       | 3      |
| Boksen           | 3      | 2       | 5      |
| Gewichtheffen    | 3      | 0       | 3      |
| Gymnastiek       | 1      | 8       | 9      |
| Judo             | 2      | 0       | 2      |
| Kanovaren        | 0      | 1       | 1      |
| Moderne vijfkamp | 1      | 0       | 1      |
| Roeien           | 1      | 1       | 2      |
| Schermen         | 0      | 1       | 1      |
| Schietsport      | 1      | 1       | 2      |
| Taekwondo        | 0      | 1       | 1      |
| Tennis           | 0      | 1       | 1      |
| Worstelen        | 4      | 2       | 6      |
| Zwemmen          | 3      | 1       | 4      |
| Totaal           | 21     | 25      | 46     |

## Deelnemers en Resultaten

### Atletiek

#### Technische nummers
Mannen
| atleet               | onderdeel    | kwalificaties | kwalificaties | finale         | finale         |
| atleet               | onderdeel    | afstand       | rang          | afstand        | rang           |
| -------------------- | ------------ | ------------- | ------------- | -------------- | -------------- |
| Tihomir Ivanov       | hoogspringen | 2,24 m        | 12 Q          | 2,27 m SB      | 8              |
| Bozhidar Saraboyukov | verspringen  | 7,87 m        | 14            | niet geplaatst | niet geplaatst |

Vrouwen
| atleet           | onderdeel        | kwalificaties | kwalificaties | finale         | finale         |
| atleet           | onderdeel        | afstand       | rang          | afstand        | rang           |
| ---------------- | ---------------- | ------------- | ------------- | -------------- | -------------- |
| Gabriela Petrova | hinkstapspringen | 13,77 m       | 21            | niet geplaatst | niet geplaatst |
| Mirela Demireva  | hoogspringen     | 1,88          | 19            | niet geplaatst | niet geplaatst |
| Plamena Mitkova  | verspringen      | 6,45 m        | 19            | niet geplaatst | niet geplaatst |

### Badminton
Vrouwen
| atleet                         | onderdeel  | groepsfase                                 | groepsfase                          | groepsfase                   | groepsfase | eliminatie           | kwartfinale                  | halve finale         | finale / BM          | finale / BM    |
| atleet                         | onderdeel  | tegenstander uitslag                       | tegenstander uitslag                | tegenstander uitslag         | rang       | tegenstander uitslag | tegenstander uitslag         | tegenstander uitslag | tegenstander uitslag | rang           |
| ------------------------------ | ---------- | ------------------------------------------ | ----------------------------------- | ---------------------------- | ---------- | -------------------- | ---------------------------- | -------------------- | -------------------- | -------------- |
| Kaloyana Nalbantova            | enkelspel  | An S-y V 15-21, 11-21                      | Qi X W 21-18, 21-18                 | n.v.t.                       | 2          | niet geplaatst       | niet geplaatst               | niet geplaatst       | niet geplaatst       | niet geplaatst |
| Gabriela Stoeva Stefani Stoeva | dubbelspel | Yeun N T - Yeung P L W 21-11, 21-23, 21-15 | Liu S - Tan N V 21-19, 10-21, 16-21 | A. Xu - K. Xu W 21-18, 21-12 | 2 Q        | n.v.t.               | Chen Q - Jia Y V 15-21, 8-21 | niet geplaatst       | niet geplaatst       | niet geplaatst |

### Boksen
Mannen
| atleet             | onderdeel     | eerste ronde         | tweede ronde         | kwartfinale          | halve finale          | finale               | rang           |
| atleet             | onderdeel     | tegenstander uitslag | tegenstander uitslag | tegenstander uitslag | tegenstander uitslag  | tegenstander uitslag | rang           |
| ------------------ | ------------- | -------------------- | -------------------- | -------------------- | --------------------- | -------------------- | -------------- |
| Javier Ibáñez Díaz | vedergewicht  | n.v.t.               | Abduraimov W 5 - 0   | Harada W 5 - 0       | Seiitbek Uulu V 1 - 4 | niet geplaatst       | Brons          |
| Rami Mofid Kiwan   | weltergewicht | Durkacz W 5 - 0      | Davey W 5 - 0        | Jones V 0 - 5        | niet geplaatst        | niet geplaatst       | niet geplaatst |
| Radoslav Rosenov   | lichtgewicht  | Usmonov W 5 - 0      | Sanford V 0 - 5      | niet geplaatst       | niet geplaatst        | niet geplaatst       | niet geplaatst |

Vrouwen
| atlete            | onderdeel     | eerste ronde         | tweede ronde         | kwartfinale          | halve finale         | finale               | rang           |
| atlete            | onderdeel     | tegenstander uitslag | tegenstander uitslag | tegenstander uitslag | tegenstander uitslag | tegenstander uitslag | rang           |
| ----------------- | ------------- | -------------------- | -------------------- | -------------------- | -------------------- | -------------------- | -------------- |
| Stanimira Petrova | bantamgewicht | bye                  | Huang H-w W 4 - 1    | Chang Y V 1 - 4      | niet geplaatst       | niet geplaatst       | niet geplaatst |
| Svetlana Staneva  | vedergewicht  | bye                  | Walsh W 5 - 0        | Lin Y-t V 0 - 5      | niet geplaatst       | niet geplaatst       | niet geplaatst |

### Gewichtheffen
Mannen
| atleet           | onderdeel | trekken | trekken | stoten | stoten | totaal | rang  |
| atleet           | onderdeel | score   | rang    | score  | rang   | totaal | rang  |
| ---------------- | --------- | ------- | ------- | ------ | ------ | ------ | ----- |
| Ivan Dimov       | -61 kg    | 135     | -       | DNF    | DNF    | DNF    | DNF   |
| Bozhidar Andreev | -73 kg    | 154     | 4       | 190    | 4      | 344    | Brons |
| Karlos May Nasar | -89 kg    | 180     | 1       | 224 WR | 1      | 404 WR | Goud  |

### Gymnastiek

#### Turnen
Mannen
| atleet      | onderdeel | kwalificatie | kwalificatie | kwalificatie | kwalificatie | kwalificatie | kwalificatie | kwalificatie | kwalificatie | finale         | finale         | finale         | finale         | finale         | finale         | finale         | finale         |
| atleet      | onderdeel | toestel      | toestel      | toestel      | toestel      | toestel      | toestel      | totaal       | positie      | toestel        | toestel        | toestel        | toestel        | toestel        | toestel        | totaal         | positie        |
| atleet      | onderdeel | vloer        | voltige      | ringen       | sprong       | brug         | rekstok      | totaal       | positie      | vloer          | voltige        | ringen         | sprong         | brug           | rekstok        | totaal         | positie        |
| ----------- | --------- | ------------ | ------------ | ------------ | ------------ | ------------ | ------------ | ------------ | ------------ | -------------- | -------------- | -------------- | -------------- | -------------- | -------------- | -------------- | -------------- |
| Kevin Penev | meerkamp  | 14,166       | 11,633       | 13,166       | 14,000       | 12,466       | 12,200       | 77,631       | 42           | niet geplaatst | niet geplaatst | niet geplaatst | niet geplaatst | niet geplaatst | niet geplaatst | niet geplaatst | niet geplaatst |

Vrouwen
| Turnster(s)         | Onderdeel | Kwalificatie | Kwalificatie | Kwalificatie | Kwalificatie | Kwalificatie | Kwalificatie | Finale  | Finale         | Finale         | Finale  | Finale | Finale         |
| Turnster(s)         | Onderdeel | Toestel      | Toestel      | Toestel      | Toestel      | Totaal       | Plaats       | Toestel | Toestel        | Toestel        | Toestel | Totaal | Plaats         |
| Turnster(s)         | Onderdeel | Sprong       | Brug         | Balk         | Vloer        | Totaal       | Plaats       | Sprong  | Brug           | Balk           | Vloer   | Totaal | Plaats         |
| ------------------- | --------- | ------------ | ------------ | ------------ | ------------ | ------------ | ------------ | ------- | -------------- | -------------- | ------- | ------ | -------------- |
| Valentina Georgieva | sprong    | 13,999       | n.v.t.       | n.v.t.       | n.v.t.       | n.v.t.       | 9 q          | 13,983  | n.v.t.         | n.v.t.         | n.v.t.  | n.v.t. | 5              |
| Valentina Georgieva | brug      | n.v.t.       | 11,500       | n.v.t.       | n.v.t.       | n.v.t.       | 75           | n.v.t.  | niet geplaatst | n.v.t.         | n.v.t.  | n.v.t. | niet geplaatst |
| Valentina Georgieva | balk      | n.v.t.       | n.v.t.       | 10,633       | n.v.t.       | n.v.t.       | 77           | n.v.t.  | n.v.t.         | niet geplaatst | n.v.t.  | n.v.t. | niet geplaatst |

#### Ritmisch
| atleet            | onderdeel   | kwalificatie | kwalificatie | kwalificatie | kwalificatie | kwalificatie | kwalificatie | finale         | finale         | finale         | finale         | finale         | finale         |
| atleet            | onderdeel   | hoepel       | bal          | knotsen      | lint         | totaal       | rang         | hoepel         | bal            | knotsen        | lint           | totaal         | rang           |
| ----------------- | ----------- | ------------ | ------------ | ------------ | ------------ | ------------ | ------------ | -------------- | -------------- | -------------- | -------------- | -------------- | -------------- |
| Boryana Kaleyn    | individueel | 35,350       | 34,600       | 33,600       | 32,900       | 136,450      | 3 Q          | 35,850         | 36,450         | 34,550         | 33,750         | 140,600        | Zilver         |
| Stiliana Nikolova | individueel | 33,900       | 34,700       | 28,050       | 31,050       | 127,700      | 11           | niet geplaatst | niet geplaatst | niet geplaatst | niet geplaatst | niet geplaatst | niet geplaatst |

| atleten                                                                             | onderdeel | kwalificatie | kwalificatie         | kwalificatie | kwalificatie | finale   | finale               | finale | finale |
| atleten                                                                             | onderdeel | 5 linten     | 3 knotsen, 2 hoepels | totaal       | rang         | 5 linten | 3 knotsen, 2 hoepels | totaal | rang   |
| ----------------------------------------------------------------------------------- | --------- | ------------ | -------------------- | ------------ | ------------ | -------- | -------------------- | ------ | ------ |
| Kamelia Petrova Sofia Ivanova Rachel Stoyanov Magdalina Minevska Margarita Vasileva | team      | 37,700       | 32,700               | 70,400       | 1 Q          | 34,100   | 33,700               | 67,800 | 4      |

### Judo
Mannen
| atleet        | onderdeel | eerste ronde         | tweede ronde         | derde ronde          | kwartfinale          | halve finale         | herkansing           | finale / BM          | finale / BM    |
| atleet        | onderdeel | tegenstander uitslag | tegenstander uitslag | tegenstander uitslag | tegenstander uitslag | tegenstander uitslag | tegenstander uitslag | tegenstander uitslag | rang           |
| ------------- | --------- | -------------------- | -------------------- | -------------------- | -------------------- | -------------------- | -------------------- | -------------------- | -------------- |
| Mark Hristov  | −73 kg    | n.v.t.               | Houssein W 10 - 00   | Hashimoto V 00 - 10  | niet geplaatst       | niet geplaatst       | niet geplaatst       | niet geplaatst       | niet geplaatst |
| Ivaylo Ivanov | −90 kg    | n.v.t.               | Sagaipov W 01 - 00   | Bekauri V 00 - 01    | niet geplaatst       | niet geplaatst       | niet geplaatst       | niet geplaatst       | niet geplaatst |

### Kanovaren

#### Sprint
Vrouwen
| atlete          | onderdeel | series  | series | kwartfinale | kwartfinale | halve finale | halve finale | finale         | finale         |
| atlete          | onderdeel | tijd    | rang   | tijd        | rang        | tijd         | rang         | tijd           | rang           |
| --------------- | --------- | ------- | ------ | ----------- | ----------- | ------------ | ------------ | -------------- | -------------- |
| Yoana Georgieva | K-1 500 m | 1.55,76 | 3 KF   | 1.51,74     | 3 HF        | 1.54,02      | 7            | niet geplaatst | niet geplaatst |

### Moderne vijfkamp
Mannen
| atleet        | onderdeel        | onderdeel    | schermen (degen) | schermen (degen) | schermen (degen) | schermen (degen) | zwemmen (200 m vrije slag) | zwemmen (200 m vrije slag) | zwemmen (200 m vrije slag) | paardrijden (springen) | paardrijden (springen) | paardrijden (springen) | combinatie: schieten/lopen (10 m luchtpistool)/(3200 m) | combinatie: schieten/lopen (10 m luchtpistool)/(3200 m) | combinatie: schieten/lopen (10 m luchtpistool)/(3200 m) | totaal punten  | rang           |
| atleet        | onderdeel        | onderdeel    | RR               | BR               | rang             | punten           | tijd                       | rang                       | punten                     | strafpunten            | rang                   | punten                 | tijd                                                    | rang                                                    | punten                                                  | totaal punten  | rang           |
| ------------- | ---------------- | ------------ | ---------------- | ---------------- | ---------------- | ---------------- | -------------------------- | -------------------------- | -------------------------- | ---------------------- | ---------------------- | ---------------------- | ------------------------------------------------------- | ------------------------------------------------------- | ------------------------------------------------------- | -------------- | -------------- |
| Todor Mihalev | moderne vijfkamp | halve finale | 20-15            | 0                | 6                | 225              | 2.06,85                    | 12                         | 297                        | 7                      | 9                      | 293                    | 10.24,04                                                | 13                                                      | 676                                                     | 1491           | 12             |
| Todor Mihalev | moderne vijfkamp | finale       | niet geplaatst   | niet geplaatst   | niet geplaatst   | niet geplaatst   | niet geplaatst             | niet geplaatst             | niet geplaatst             | niet geplaatst         | niet geplaatst         | niet geplaatst         | niet geplaatst                                          | niet geplaatst                                          | niet geplaatst                                          | niet geplaatst | niet geplaatst |

### Roeien
Mannen
| atleet           | onderdeel | series  | series | herkansingen | herkansingen | kwartfinale | kwartfinale | halve finale | halve finale | finale  | finale |
| atleet           | onderdeel | tijd    | rang   | tijd         | rang         | tijd        | rang        | tijd         | rang         | tijd    | rang   |
| ---------------- | --------- | ------- | ------ | ------------ | ------------ | ----------- | ----------- | ------------ | ------------ | ------- | ------ |
| Kristian Vasilev | skiff     | 6.56,63 | 2 KF   | bye          | bye          | 6.58,67     | 4 HC/D      | 6.57,75      | 2 FC         | 6.44,61 | 14     |

Vrouwen
| atleet             | onderdeel | series  | series | herkansingen | herkansingen | kwartfinale | kwartfinale | halve finale | halve finale | finale  | finale |
| atleet             | onderdeel | tijd    | rang   | tijd         | rang         | tijd        | rang        | tijd         | rang         | tijd    | rang   |
| ------------------ | --------- | ------- | ------ | ------------ | ------------ | ----------- | ----------- | ------------ | ------------ | ------- | ------ |
| Desislava Angelova | skiff     | 7.42,73 | 2 KF   | bye          | bye          | 7.41,25     | 3 HA/B      | 7.27,16      | 3 FA         | 7.33,19 | 6      |

Legenda: FA=finale A (medailles); FB=finale B (geen medailles); FC=finale C (geen medailles); FD=finale D (geen medailles); FE=finale E (geen medailles); FF=finale F (geen medailles); HA/B=halve finale A/B; HC/D=halve finale C/D; HE/F=halve finale E/F; KF=kwartfinale; H=herkansing

### Schermen
Sabel
| atleet       | onderdeel | eerste ronde         | tweede ronde         | derde ronde          | kwartfinale          | halve finale         | finale / BM          | finale / BM    |
| atleet       | onderdeel | tegenstander uitslag | tegenstander uitslag | tegenstander uitslag | tegenstander uitslag | tegenstander uitslag | tegenstander uitslag | rang           |
| ------------ | --------- | -------------------- | -------------------- | -------------------- | -------------------- | -------------------- | -------------------- | -------------- |
| Yoana Ilieva | sabel     | bye                  | Takashima W 15 - 10  | Szűcs V 10 - 15      | niet geplaatst       | niet geplaatst       | niet geplaatst       | niet geplaatst |

### Schietsport
Mannen
| atleet      | onderdeel         | kwalificaties | kwalificaties | finale         | finale         |
| atleet      | onderdeel         | punten        | rang          | punten         | rang           |
| ----------- | ----------------- | ------------- | ------------- | -------------- | -------------- |
| Kiril Kirov | 10 m luchtpistool | 575           | 16            | niet geplaatst | niet geplaatst |

Vrouwen
| atlete                | onderdeel         | kwalificaties | kwalificaties | finale         | finale         |
| atlete                | onderdeel         | punten        | rang          | punten         | rang           |
| --------------------- | ----------------- | ------------- | ------------- | -------------- | -------------- |
| Antoaneta Kostadinova | 10 m luchtpistool | 573           | 16            | niet geplaatst | niet geplaatst |
| Antoaneta Kostadinova | 25 m pistool      | 583           | 11            | niet geplaatst | niet geplaatst |

Gemengd
| atleten                           | onderdeel                      | kwalificaties | kwalificaties | finale                 | finale         |
| atleten                           | onderdeel                      | punten        | rang          | tegenstander resultaat | rang           |
| --------------------------------- | ------------------------------ | ------------- | ------------- | ---------------------- | -------------- |
| Kiril Kirov Antoaneta Kostadinova | 10 m luchtpistool team gemengd | 574           | 12            | niet geplaatst         | niet geplaatst |

### Taekwondo
Kimia Alizade verzekerde haar plek op de Spelen via het Europese Taekwondo Olympisch kwalificatietoernooi van 2024 in Sofia , Bulgarije. Ze wordt de eerste taekwondo-atleet ooit die Bulgarije vertegenwoordigt in de Olympische geschiedenis.
Vrouwen
| atleet        | onderdeel | kwalificatie         | eerste ronde         | kwartfinale          | halve finale         | herkansing           | finale / BM          | finale / BM |
| atleet        | onderdeel | tegenstander uitslag | tegenstander uitslag | tegenstander uitslag | tegenstander uitslag | tegenstander uitslag | tegenstander uitslag | rang        |
| ------------- | --------- | -------------------- | -------------------- | -------------------- | -------------------- | -------------------- | -------------------- | ----------- |
| Kimia Alizade | -57 kg    | n.v.t.               | Kiani V 1 - 2        | niet geplaatst       | niet geplaatst       | Toumi W 2 - 0        | Zongshi W 2 - 1      | Brons       |

### Tennis
Vrouwen
| atlete           | onderdeel | eerste ronde          | tweede ronde                 | derde ronde          | kwartfinale          | halve finale         | finale / BM          | finale / BM    |
| atlete           | onderdeel | tegenstander uitslag  | tegenstander uitslag         | tegenstander uitslag | tegenstander uitslag | tegenstander uitslag | tegenstander uitslag | rang           |
| ---------------- | --------- | --------------------- | ---------------------------- | -------------------- | -------------------- | -------------------- | -------------------- | -------------- |
| Viktoriya Tomova | enkelspel | Fręch W 6-4, 7-6[7-4] | Navarro V 7-6[7-5], 4-6, 1-6 | niet geplaatst       | niet geplaatst       | niet geplaatst       | niet geplaatst       | niet geplaatst |

### Worstelen

#### Grieks-Romeinse stijl
Mannen
| atleet           | onderdeel | eerste ronde           | kwartfinale          | halve finale         | herkansing           | finale / BM          | finale / BM    |
| atleet           | onderdeel | tegenstander uitslag   | tegenstander uitslag | tegenstander uitslag | tegenstander uitslag | tegenstander uitslag | rang           |
| ---------------- | --------- | ---------------------- | -------------------- | -------------------- | -------------------- | -------------------- | -------------- |
| Aik Mnatsakanian | −77 kg    | Suleymanov V 0 - 2VPO  | niet geplaatst       | niet geplaatst       | niet geplaatst       | niet geplaatst       | niet geplaatst |
| Semen Novikov    | −87 kg    | Bisultanov W 5 - 1VPO1 | Gobadze W 8 - 3VPO1  | Losonczi W 3 - 1VPO1 | n.v.t.               | Mohmadi W 7 - 0VPO   | Goud           |
| Kiril Milov      | −130 kg   | Acosta V 1 - 1VPO1     | niet geplaatst       | niet geplaatst       | Mohamed V 4 - 6VPO1  | niet geplaatst       | 9              |

#### Vrije stijl
Mannen
| atleet            | onderdeel | eerste ronde         | kwartfinale          | halve finale         | herkansing           | finale / BM          | finale / BM |
| atleet            | onderdeel | tegenstander uitslag | tegenstander uitslag | tegenstander uitslag | tegenstander uitslag | tegenstander uitslag | rang        |
| ----------------- | --------- | -------------------- | -------------------- | -------------------- | -------------------- | -------------------- | ----------- |
| Magomed Ramazanov | −86 kg    | Moore W 12 - 2VSU1   | Shapiev W 4 - 1VFA   | Brooks W 4 - 3VPO1   | bye                  | Yazdani W 7 - 1VPO1  | Goud        |

Vrouwen
| atlete         | onderdeel | eerste ronde         | kwartfinale            | halve finale         | herkansing           | finale / BM          | finale / BM    |
| atlete         | onderdeel | tegenstander uitslag | tegenstander uitslag   | tegenstander uitslag | tegenstander uitslag | tegenstander uitslag | rang           |
| -------------- | --------- | -------------------- | ---------------------- | -------------------- | -------------------- | -------------------- | -------------- |
| Bilyana Dudova | −62 kg    | Lindborg W 8 - 3VPO1 | Koliadenko V 3 - 7VPO1 | niet geplaatst       | Orkhon V 1 - 3VPO1   | niet geplaatst       | 8              |
| Yuliana Yaneva | −76 kg    | Marín V 1 - 7VPO1    | niet geplaatst         | niet geplaatst       | niet geplaatst       | niet geplaatst       | niet geplaatst |

### Zwemmen
Mannen
| atleet             | onderdeel         | series  | series | halve finale   | halve finale   | finale         | finale         |
| atleet             | onderdeel         | tijd    | rang   | tijd           | rang           | tijd           | rang           |
| ------------------ | ----------------- | ------- | ------ | -------------- | -------------- | -------------- | -------------- |
| Petar Mitsin       | 400 m vrije slag  | 3.49,30 | 21     | n.v.t.         | n.v.t.         | niet geplaatst | niet geplaatst |
| Petar Mitsin       | 200 m vlinderslag | 1.57,03 | 19     | niet geplaatst | niet geplaatst | niet geplaatst | niet geplaatst |
| Lyubomir Epitropov | 200 m schoolslag  | 2.10,59 | 13 Q   | 2.09,93        | 9              | niet geplaatst | niet geplaatst |
| Josif Miladinov    | 100 m vlinderslag | 51,77   | 17     | niet geplaatst | niet geplaatst | niet geplaatst | niet geplaatst |

Vrouwen
| atleet             | onderdeel     | series  | series | halve finale   | halve finale   | finale         | finale         |
| atleet             | onderdeel     | tijd    | rang   | tijd           | rang           | tijd           | rang           |
| ------------------ | ------------- | ------- | ------ | -------------- | -------------- | -------------- | -------------- |
| Gabriela Georgieva | 100 m rugslag | 1.02,16 | 24     | niet geplaatst | niet geplaatst | niet geplaatst | niet geplaatst |
| Gabriela Georgieva | 200 m rugslag | 2.12,15 | 21     | niet geplaatst | niet geplaatst | niet geplaatst | niet geplaatst |